# Enregistreur vidéo en réseau

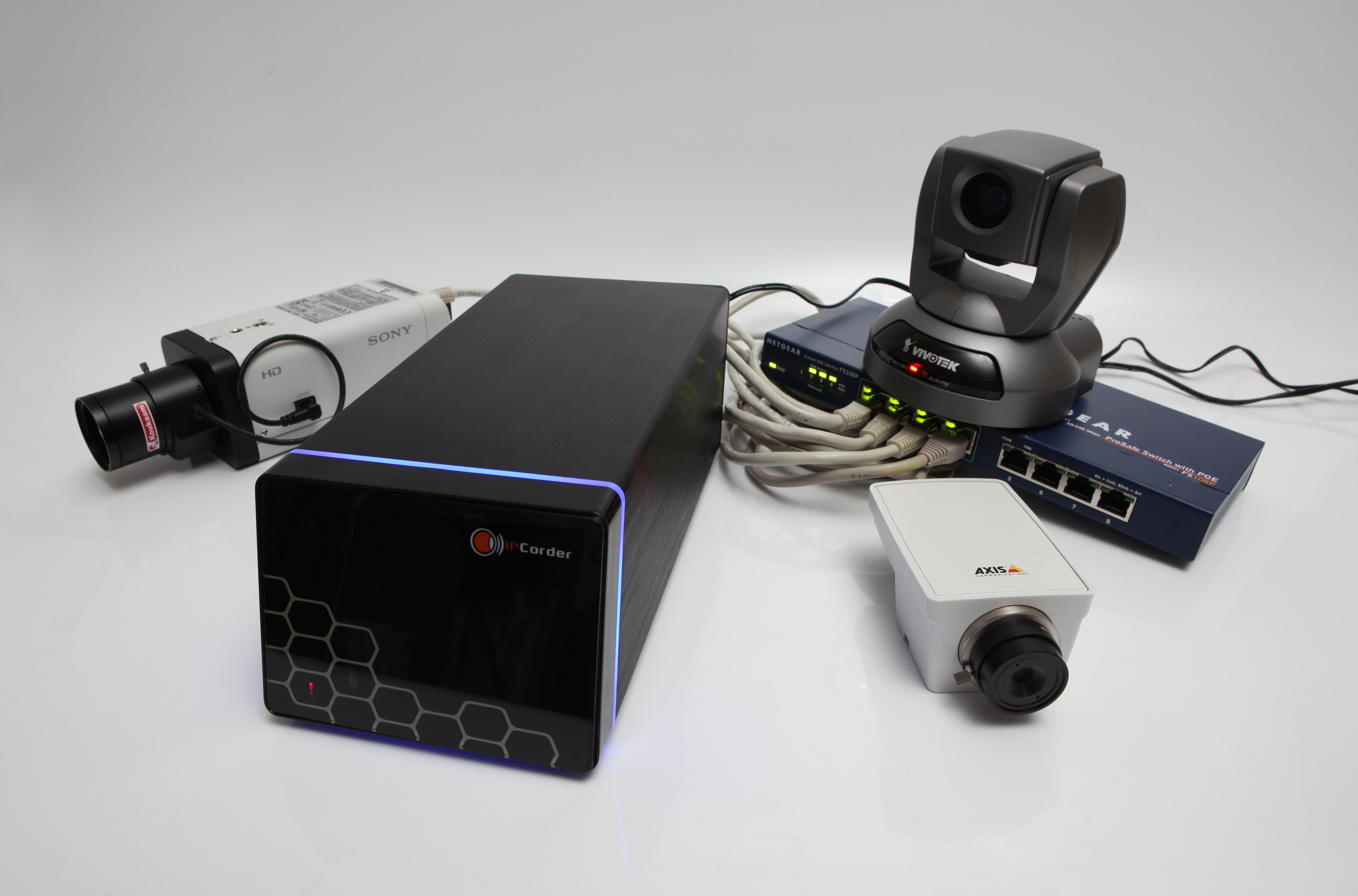

Un enregistreur vidéo en réseau (NVR en anglais, pour network video recorder), et en particulier un  enregistreur vidéo sur IP, est un équipement destiné à enregistrer un signal vidéo numérique provenant d'une source externe sur le réseau (souvent, une caméra IP). Le médium d'enregistrement est souvent un disque dur.
Il s'intègre le plus souvent dans un système de vidéosurveillance.